# Sacha Tarantovich
Sacha Tarantovich, née le 21 août 1984 à Léningrad, est une actrice franco-russe . Elle est notamment connue pour avoir incarné la commandante Irina Kovaleff dans la série télévisée Plus belle la vie produite par France 3. Elle a dernièrement joué dans les séries Munch et Le Voyageur.

## Biographie
Sacha Tarantovich, actrice franco-russe, est née le 21 août 1984 à Léningrad en Russie. Fille d’un danseur, elle passe toute sa jeunesse dans sa ville natale. À 5 ans, elle commence les cours de piano qu’elle va pratiquer pendant quinze ans. Son enfance est marquée par le divorce de ses parents alors qu’elle est âgée de 11 ans. À l’adolescence, elle s’initie également au hip-hop. Elle se tourne vers des études de langues appliquées.
À 20 ans, après une licence de langues appliquées, Sacha Tarantovich arrive en France pour perfectionner son français et s’inscrit en lettres modernes à l’université d’Orléans. Elle choisit finalement de tenter sa chance dans une voie artistique. La jeune femme intègre, en 2008, le cours Florent à Paris, où elle se forme pendant trois ans. Elle débute au théâtre puis écume les castings mais les débuts sont difficiles,.
Persévérante, elle décroche des rôles dans plusieurs courts-métrages. En 2015, elle co-écrit avec son compatriote Iurii Leuta le scénario d’un court-métrage intitulé Fils. Peu à peu, elle se fait remarquer et tourne dans plusieurs téléfilms ou séries comme Followers, Les Stagiaires, Deux Sœurs…
En 2019, alors qu’elle tourne la série Cheyenne et Lola avec Charlotte Le Bon,, son agent la contacte pour passer une audition pour un rôle récurrent dans une série. C’est ainsi qu’elle obtient le rôle d’Irina Kovaleff, dans la série de France 3, Plus belle la vie,, . En 2021, elle rejoint le casting de la quatrième saison de la série Munch, diffusée sur TF1.

## Filmographie

### Cinéma

#### Longs métrages
- Jeu de Dames de Maxwell A. Cadevall
- Mariage boulette de Frédéric Dantec
- Au paradis des hommes de Cédric Malzieu

#### Courts métrages
- 2014 : AdulterEve.com, François Nolla et Christophe Vandenborre
- 2015 : Fils, Iurii Leuta

### Télévision
- 2018 : Héritage : Tatiana
- 2018 : Les Stagiaires : Sacha
- 2018 : Followers : Irina
- 2019 : Cheyenne et Lola : Irina (saison 1, épisode 3)
- 2019 : Prizraki Zamoskvorechia : Diana
- 2020 : Le Voyageur : Ileana Volkov (saison 1, épisode 5)
- 2020 : Plus belle la vie : Irina (saison 15 et 16)
- 2021 : Munch : Natasha Lebedev (saison 4, épisode 2)
- 2022 : Astrid et Raphaelle : Ivana Koroleva (saison 4, épisode 5)
- 2022 : Mosgaz : Elena

## Théâtre
- 2013 : Les Étoiles d’Arcadie d'Olivier Py, Théâtre de la Jonquière
- 2015 : 3 jours sous la couette de Jessica Mariani, Théâtre des Blancs-Manteaux
- 2017 : Sonate d’automne de Thierry Harcourt, Théâtre de Poche-Montparnasse
- 2017 : Inséparables de Ladislas Chollat, Théâtre Hébertot
- 2021 : Anton et Olga de Richard Guedj[10]